# Moḍī

Verse aus dem Jñānēśvarī, einem Kommentar zur Bhagavadgita, in Mōḍī-Schrift

Das Wort „Marāthī“ in Devanāgarī- und Moḍī-Schrift (rechts)

Moḍī (hindi मोड़ी, sprich: moŗi, von मोड़ना moŗna „knicken, krümmen, falten, biegen“) ist eine indische Schriftart.
Die Moḍī ist eine Kursivform der Devanagari und wurde vor allem im Bereich des heutigen nordwestindischen Bundesstaats Maharashtra seit dem Hochmittelalter zur Schreibung der dort üblichen Marathi-Sprache verwendet. Um 1670 wurde sie nach dem Vorbild der kursiven Shikast-Nastaʿlīq (urdu-persisch shikast شكست, „gebrochen; gebrochene Nastaliq“), in der das Verwaltungspersisch am Mogulhof in Delhi geschrieben wurde, als leicht und rasch zu schreibende Kurrent aus der Devanagari erneut umgeformt und als Moḍī („gekrümmte, geknickte“ Schrift) zur Verwaltungsschrift im Marathenstaat.
In britischer Zeit ersetzte man die Moḍī aus Vereinfachungs- und Vereinheitlichungsgründen durch die leichter lesbare und der Devanagari näher stehende Balbodh-Schrift, sodass die Moḍī-Schrift bereits um 1940 nur noch von älteren Personen und zu privaten Zwecken verwendet wurde. Sie galt daher als nahezu ausgestorben.
Heute erlebt die Moḍī-Schrift vor allem durch die Aktivitäten von Linguisten aus Pune wieder eine gewisse Renaissance.